# Loxoconcha gracilis
Loxoconcha gracilis is een mosselkreeftjessoort uit de familie van de Loxoconchidae. De wetenschappelijke naam van de soort is voor het eerst geldig gepubliceerd in 1890 door Brady.